# Oscarverleihung 2014
Übersicht aller ausgezeichneten Filme

◄◄ | ◄ | 2010 | 2011 | 2012 | 2013 | Oscarverleihung 2014 | 2015 | 2016 | 2017 | 2018 | ► | ►►

Weitere Ereignisse
Die 86. Verleihung der Oscars (englisch 86th Academy Awards) fand am 2. März 2014 im Dolby Theatre in Los Angeles statt.
Die Produktion der 86. Oscarverleihung übernahmen wie im Vorjahr die US-amerikanischen Film-, Fernseh- und Theaterproduzenten Craig Zadan und Neil Meron. Gastgeberin der Preisverleihung war Ellen DeGeneres, die bereits für ihre Oscar-Moderation im Jahr 2007 für einen Emmy nominiert wurde. Ellen DeGeneres (2007, 2014) und Whoopi Goldberg (1994, 1996, 1999, 2002) sind bislang die einzigen Frauen, die eine Oscarverleihung alleine moderierten; Anne Hathaway moderierte 2011 gemeinsam mit James Franco.
Die Nominierungen wurden am 16. Januar 2014 bekanntgegeben. Jeweils zehn Nominierungen entfielen dabei auf American Hustle und Gravity, gefolgt von 12 Years a Slave mit neun Nominierungen. American Hustle, der zudem als einziger Film des Jahres für alle Big Five nominiert war, ging als großer Verlierer aus der Verleihung und erhielt keine einzige Statuette. Gewinner des Abends wurde Gravity mit sieben Oscars.
Unter den Nominierten befand sich zu diesem Zeitpunkt auch der Song Alone Yet Not Alone von Bruce Broughton und Dennis Spiegel aus dem gleichnamigen Film, den das Board of Governors jedoch später disqualifizierte, weil Broughton während der Nominierungswahlperiode an einige Mitglieder der Academy E-Mails gesandt hatte, um auf den Film aufmerksam zu machen. Dies wurde als Verstoß gegen die Regeln der Academy gewertet.
| Film                                | N  | A |
| ----------------------------------- | -- | - |
| American Hustle                     | 10 | 0 |
| Gravity                             | 10 | 7 |
| 12 Years a Slave                    | 9  | 3 |
| Captain Phillips                    | 6  | 0 |
| Dallas Buyers Club                  | 6  | 3 |
| Nebraska                            | 6  | 0 |
| Her                                 | 5  | 1 |
| The Wolf of Wall Street             | 5  | 0 |
| Philomena                           | 4  | 0 |
| Blue Jasmine                        | 3  | 1 |
| Der Hobbit: Smaugs Einöde           | 3  | 0 |
| Die Eiskönigin – Völlig unverfroren | 2  | 2 |
| The Grandmaster                     | 2  | 0 |
| Der große Gatsby                    | 2  | 2 |
| Ich – Einfach unverbesserlich 2     | 2  | 0 |
| Im August in Osage County           | 2  | 0 |
| Inside Llewyn Davis                 | 2  | 0 |
| Lone Ranger                         | 2  | 0 |
| Lone Survivor                       | 2  | 0 |

## Preisträger und Nominierungen

### Bester Film
präsentiert von Will Smith
12 Years a Slave – Dede Gardner, Anthony Katagas, Jeremy Kleiner, Steve McQueen, Brad Pitt
American Hustle – Megan Ellison, Jonathan Gordon, Charles Roven, Richard Suckle
Captain Phillips – Dana Brunetti, Michael De Luca, Scott Rudin
Dallas Buyers Club – Robbie Brenner, Rachel Winter
Gravity – Alfonso Cuarón, David Heyman
Her – Megan Ellison, Spike Jonze, Vincent Landay
Nebraska – Albert Berger, Ron Yerxa
Philomena – Steve Coogan, Tracey Seaward, Gabrielle Tana
The Wolf of Wall Street – Leonardo DiCaprio, Joey McFarland, Martin Scorsese, Emma Tillinger Koskoff

### Beste Regie
präsentiert von Angelina Jolie und Sidney Poitier
Alfonso Cuarón – Gravity
Steve McQueen – 12 Years a Slave
Alexander Payne – Nebraska
David O. Russell – American Hustle
Martin Scorsese – The Wolf of Wall Street

### Bester Hauptdarsteller
präsentiert von Jennifer Lawrence
Matthew McConaughey – Dallas Buyers Club
Christian Bale – American Hustle
Bruce Dern – Nebraska
Leonardo DiCaprio – The Wolf of Wall Street
Chiwetel Ejiofor – 12 Years a Slave

### Beste Hauptdarstellerin
präsentiert von Daniel Day-Lewis
Cate Blanchett – Blue Jasmine
Amy Adams – American Hustle
Sandra Bullock – Gravity
Judi Dench – Philomena
Meryl Streep – Im August in Osage County (August: Osage County)

### Bester Nebendarsteller
präsentiert von Anne Hathaway
Jared Leto – Dallas Buyers Club
Barkhad Abdi – Captain Phillips
Bradley Cooper – American Hustle
Michael Fassbender – 12 Years a Slave
Jonah Hill – The Wolf of Wall Street

### Beste Nebendarstellerin
präsentiert von Christoph Waltz
Lupita Nyong’o – 12 Years a Slave
Sally Hawkins – Blue Jasmine
Jennifer Lawrence – American Hustle
Julia Roberts – Im August in Osage County (August: Osage County)
June Squibb – Nebraska

### Bestes Originaldrehbuch
präsentiert von Robert De Niro und Penélope Cruz
Spike Jonze – Her
Woody Allen – Blue Jasmine
Craig Borten, Melisa Wallack – Dallas Buyers Club
Bob Nelson – Nebraska
David O. Russell, Eric Warren Singer – American Hustle

### Bestes adaptiertes Drehbuch
präsentiert von Robert De Niro und Penélope Cruz
John Ridley – 12 Years a Slave
Steve Coogan, Jeff Pope – Philomena
Julie Delpy, Ethan Hawke, Richard Linklater – Before Midnight
Billy Ray – Captain Phillips
Terence Winter – The Wolf of Wall Street

### Beste Kamera
präsentiert von Amy Adams und Bill Murray
Emmanuel Lubezki – Gravity
Roger Deakins – Prisoners
Bruno Delbonnel – Inside Llewyn Davis
Philippe Le Sourd – The Grandmaster (Yī dài zōngshī)
Phedon Papamichael – Nebraska

### Bestes Szenenbild
präsentiert von Jennifer Garner und Benedict Cumberbatch
Beverley Dunn, Catherine Martin – Der große Gatsby (The Great Gatsby)
Alice Baker, Adam Stockhausen – 12 Years a Slave
K. K. Barrett, Gene Serdena – Her
Judy Becker, Heather Loeffler – American Hustle
Rosie Goodwin, Andy Nicholson, Joanne Woollard – Gravity

### Bestes Kostümdesign
präsentiert von Naomi Watts und Samuel L. Jackson
Catherine Martin – Der große Gatsby (The Great Gatsby)
William Chang Suk Ping – The Grandmaster (Yī dài zōngshī)
Patricia Norris – 12 Years a Slave
Michael O’Connor – The Invisible Woman
Michael Wilkinson – American Hustle

### Bestes Make-up und beste Frisuren
präsentiert von Naomi Watts und Samuel L. Jackson
Adruitha Lee, Robin Mathews – Dallas Buyers Club
Joel Harlow, Gloria Pasqua-Casny – Lone Ranger (The Lone Ranger)
Stephen Prouty – Jackass: Bad Grandpa (Jackass Presents: Bad Grandpa)

### Beste Filmmusik
präsentiert von Jamie Foxx und Jessica Biel
Steven Price – Gravity
William Butler, Owen Pallett – Her
Alexandre Desplat – Philomena
Thomas Newman – Saving Mr. Banks
John Williams – Die Bücherdiebin (The Book Thief)

### Bester Song
präsentiert von Jamie Foxx und Jessica Biel
„Let It Go“ aus Die Eiskönigin – Völlig unverfroren (Frozen) – Kristen Anderson-Lopez, Robert Lopez
„Alone Yet Not Alone“ aus Einsam bin ich, nicht allein – Bruce Broughton, Dennis Spiegel (disqualifiziert)
„Happy“ aus Ich – Einfach unverbesserlich 2 (Despicable Me 2) – Pharrell Williams
„The Moon Song“ aus Her – Spike Jonze, Karen O
„Ordinary Love“ aus Mandela – Der lange Weg zur Freiheit (Mandela: Long Walk to Freedom) – Bono, Adam Clayton, Larry Mullen, The Edge

### Bester Schnitt
präsentiert von Anna Kendrick und Gabourey Sidibe
Alfonso Cuarón, Mark Sanger – Gravity
Alan Baumgarten, Jay Cassidy, Crispin Struthers – American Hustle
John Mac McMurphy, Martin Pensa – Dallas Buyers Club
Christopher Rouse – Captain Phillips
Joe Walker – 12 Years a Slave

### Beste Tonmischung
präsentiert von Chris Hemsworth und Charlize Theron
Niv Adiri, Christopher Benstead, Skip Lievsay, Chris Munro – Gravity
Beau Borders, David Brownlow, Andy Koyama – Lone Survivor
Christopher Boyes, Michael Hedges, Tony Johnson, Michael Semanick – Der Hobbit: Smaugs Einöde (The Hobbit: The Desolation of Smaug)
Chris Burdon, Chris Munro, Mike Prestwood Smith, Mark Taylor – Captain Phillips
Peter F. Kurland, Skip Lievsay, Greg Orloff – Inside Llewyn Davis

### Bester Tonschnitt
präsentiert von Chris Hemsworth und Charlize Theron
Glenn Freemantle – Gravity
Steve Boeddeker, Richard Hymns – All Is Lost
Brent Burge, Chris Ward – Der Hobbit: Smaugs Einöde (The Hobbit: The Desolation of Smaug)
Wylie Stateman – Lone Survivor
Oliver Tarney – Captain Phillips

### Beste visuelle Effekte
präsentiert von Emma Watson und Joseph Gordon-Levitt
Neil Corbould, Chris Lawrence, Dave Shirk, Tim Webber – Gravity
Tim Alexander, Gary Brozenich, John Frazier, Edson Williams – Lone Ranger (The Lone Ranger)
David Clayton, Joe Letteri, Eric Reynolds, Eric Saindon – Der Hobbit: Smaugs Einöde (The Hobbit: The Desolation of Smaug)
Burt Dalton, Ben Grossmann, Roger Guyett, Patrick Tubach – Star Trek Into Darkness
Erik Nash, Daniel Sudick, Christopher Townsend, Guy Williams – Iron Man 3

### Bester Animationsfilm
präsentiert von Kim Novak und Matthew McConaughey
Die Eiskönigin – Völlig unverfroren (Frozen) – Chris Buck, Peter Del Vecho, Jennifer Lee
Die Croods (The Croods) – Chris Sanders, Kirk DeMicco und Kristine Belson
Ernest & Célestine (Ernest et Célestine) – Didier Brunner, Benjamin Renner
Ich – Einfach unverbesserlich 2 (Despicable Me 2) – Pierre Coffin, Chris Meledandri, Chris Renaud
Wie der Wind sich hebt (Kaze Tachinu) – Hayao Miyazaki, Toshio Suzuki

### Bester fremdsprachiger Film
präsentiert von Ewan McGregor und Viola Davis
La Grande Bellezza – Die große Schönheit (La grande bellezza), Italien – Paolo Sorrentino
The Broken Circle (The Broken Circle Breakdown), Belgien – Felix Van Groeningen
Das fehlende Bild (L’image manquante), Kambodscha – Rithy Panh
Die Jagd (Jagten), Dänemark – Thomas Vinterberg
Omar, Palästinensische Autonomiegebiete – Hany Abu-Assad

### Bester animierter Kurzfilm
präsentiert von Kim Novak und Matthew McConaughey
Mr Hublot – Alexandre Espigares, Laurent Witz
Feral – Daniel Sousa, Dan Golden
Für Hund und Katz ist auch noch Platz (Room on the Broom) – Jan Lachauer, Max Lang
Get a Horse! – Lauren MacMullan, Dorothy McKim
Possessions (Tsukumo) – Shūhei Morita

### Bester Kurzfilm
präsentiert von Kate Hudson und Jason Sudeikis
Helium – Anders Walter und Kim Magnusson
Aquél no era yo – Esteban Crespo
Avant que de tout perdre – Xavier Legrand und Alexandre Gavras
Pitääkö mun kaikki hoitaa? – Selma Vilhunen und Kirsikka Saari
The Voorman Problem – Mark Gill und Baldwin Li

### Bester Dokumentarfilm
präsentiert von Bradley Cooper
20 Feet from Stardom – Gil Friesen, Morgan Neville, Caitrin Rogers
The Act of Killing – Signe Byrge Sørensen, Joshua Oppenheimer
Al Midan – Karim Amer, Jehane Noujaim
Cutie and the Boxer – Lydia Dean Pilcher, Zachary Heinzerling
Schmutzige Kriege – Dirty Wars (Dirty Wars) – Richard Rowley, Jeremy Scahill

### Bester Dokumentar-Kurzfilm
präsentiert von Kate Hudson und Jason Sudeikis
The Lady in Number 6 – Malcolm Clarke, Nicholas Reed
CaveDigger – Jeffrey Karoff
Facing Fear – Jason Cohen
Karama Has No Walls – Sara Ishaq
Prison Terminal: The Last Days of Private Jack Hall – Edgar Barens

## Ehren-Oscars
Die vom Board of Governors der Academy of Motion Picture Arts and Sciences bestimmten Ehrenpreisträger wurden bereits am 16. November 2013 bei den fünften Governors Awards ausgezeichnet. Die Preisträger bei diesem Galadinner im Ray Dolby Ballroom des Hollywood & Highland Center waren:
Angelina Jolie, US-amerikanische Schauspielerin (Jean Hersholt Humanitarian Award)
Piero Tosi, italienischer Kostümbildner
Steve Martin, US-amerikanischer Schauspieler
Angela Lansbury, britische Schauspielerin

## In Memoriam
präsentiert von Glenn Close
Wie jedes Jahr wurde auch 2014 Verantwortlichen im Bereich Kino durch einen kurzen Film gedacht, die im letzten Jahr verstorben sind.
In der Reihenfolge, in der sie im Filmbeitrag zu sehen waren, waren das:
| - James Gandolfini, Schauspieler - Karen Black, Schauspielerin - Tom Laughlin, Schauspieler, Regisseur, Drehbuchautor - Ruth Prawer Jhabvala, Drehbuchautorin - Carmen Zapata, Schauspielerin - Hal Needham, Schauspieler, Stuntkoordinator - Richard Shepherd, Filmproduzent - Stuart Freeborn, Maskenbildner - Gerry Hambling, Filmeditor - Jim Kelly, Schauspieler - Stephenie McMillan, Szenenbildnerin - Les Blank, Dokumentarfilmer - Eileen Brennan, Schauspielerin - Paul Walker, Schauspieler - Fay Kanin, Drehbuchautorin, Präsidentin der Academy - Charles L. Campbell, Tongestalter - Deanna Durbin, Schauspielerin - Frédéric Back, Filmanimator - A. C. Lyles, Filmproduzent - Elmore Leonard, Drehbuchautor - Annette Funicello, Schauspielerin - Petro Vlahos, Visual-Effects-Entwicklung - Eduardo Coutinho, Dokumentarfilmer - Saul Zaentz, Filmproduzent | - Riz Ortolani, Komponist - Peter O’Toole, Schauspieler - Ray Harryhausen, Visual-Effects - Brian Ackland-Snow, Produktionsdesigner - Richard Griffiths, Schauspieler - Sid Caesar, Schauspieler - Roger Ebert, Filmkritiker - Shirley Temple Black, Schauspielerin - Joan Fontaine, Schauspielerin - Run Run Shaw, Filmproduzent - Juanita Moore, Schauspielerin - Mickey Moore, Regisseur - Stefan Kudelski, Entwickler - Harold Ramis, Regisseur, Drehbuchautor, Schauspieler - Eleanor Parker, Schauspielerin - Ray Dolby, Entwickler - Julie Harris, Schauspielerin - Maximilian Schell, Schauspieler - Richard Matheson, Drehbuchautor - Gilbert Taylor, Kameramann - Tom Sherak, Präsident der Academy - Esther Williams, Schauspielerin - Philip Seymour Hoffman, Schauspieler |

Am Ende des Segments sang die Sängerin und Schauspielerin Bette Midler das Lied „Wind Beneath My Wings“.